# Sálští Frankové

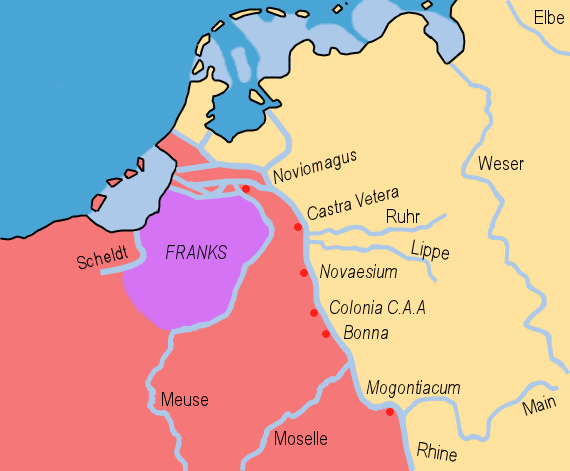
Toxandrie, původní domov sálských Franků. V dobách Západořímské říše byli označováni za „Franky“.

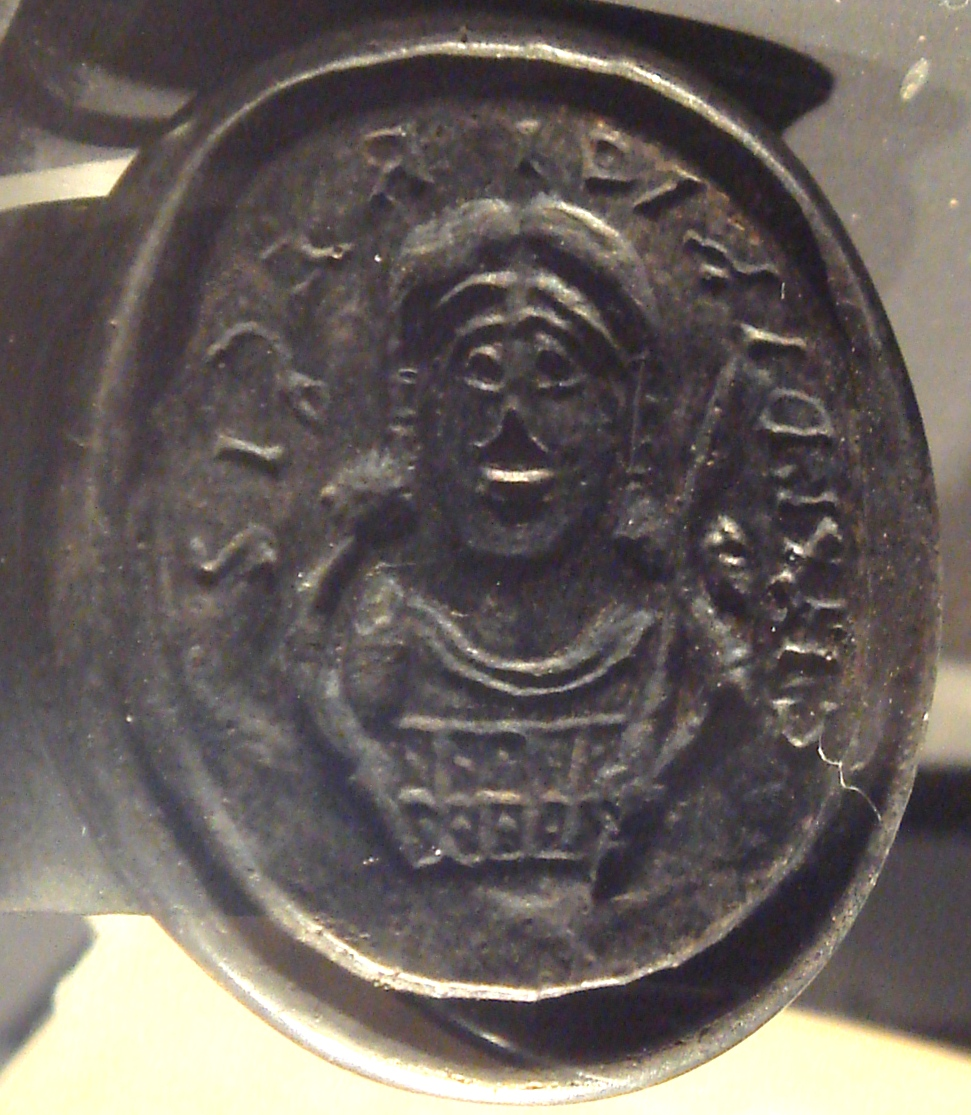
Signet Childericha I., krále sálských Franků v období 457 až 481. Epigrafika CHILDERICI REGIS („krále Childerica“). Nalezeno v jeho hrobce v Tournai, nyní v Monnaie de Paris.

Sálští Frankové nebo Sáliové byla podskupina starověkého germánského kmene Franků, kteří původně žili na římském pomezí na území severně od řeky Rýn. 

## Historie
Franští králové zodpovědní za dobytí Galie byli Sáliové. Od 3. století se sálští Frankové objevují v historických záznamech jako germánští válečníci a piráti a také jako Laeti (nepřátelé Římanů). Byli prvním germánským kmenem, který permanentně osídlil římské území za Limes Romanus. V roce 358 přistoupili na dohodu se Římany, kteří jim dovolili usadit se v Toxandrii (území současného Nizozemí a Belgie přibližně u Severního Brabantska, Antwerp a Vlámského Brabantu).
V roce 422 Wisogast, Bodogast (Arogast), Salogast a Windogast stvrdili svůj nový kmenový svaz sepsáním Sálského zákoníku (Lex Salica).
V době zániku západořímské říše byl králem sálských Franků a správcem římské provincie Belgica secunda Childerich I. (457/458–481) z dynastie Merovejců. Jeho syn Chlodvík I. se stal zakladatelem Franské říše.
Původ jména je nejistý, snad podle řeky Isala, dnešní IJssel.
Později ovládali území na toku Franské Sály; jejich sídlo leželo v dnešním Hammelburgu poblíž Würzburgu. V 8.–9. století se působiště Sálských Franků rozšířilo i na Sálu bez přívlastku; jejich sídlem byla např. Dobrogora (Gutenberg) u Halle.